# 1 oktober
1 oktober is de 274ste dag van het jaar (275ste dag in een schrikkeljaar) in de gregoriaanse kalender. Hierna volgen nog 91 dagen tot het einde van het jaar.

## Gebeurtenissen
- Algemeen
  - 1812 - Oprichting Avans Hogeschool.[1]
  - 1890 - Het Yosemite National Park in de Amerikaanse staat Californië wordt opgericht.[1]
  - 1944 - De Duitse bezetter voert als vergeldingsmaatregel een razzia uit in het dorp Putten. 552 burgers komen in concentratiekampen om.
  - 1949 - Koningin Juliana onthult een monument ter nagedachtenis aan de slachtoffers van de Razzia van Putten.[1]
  - 2016 - Vanwege een uitbarsting van de Colima worden in de Mexicaanse dorpen La Yerbabuena en La Becerrera in totaal 350 mensen geëvacueerd. Ook in de provincie Jalisco zijn evacuaties.[2]
  - 2017 - Voor het eerst wordt een homohuwelijk in Duitsland voltrokken. De plechtigheid is in Berlijn.
  - 2019 - Aan de boerenprotesten die plaatsvinden, nemen duizenden boeren uit het hele land deel die met hun tractoren onder andere naar Den Haag trekken om te demonstreren tegen mogelijke nieuwe stikstofmaatregelen en het negatieve beeld dat er volgens hen over boeren wordt verspreid. Op het Malieveld spreken parlementariërs de boeren toe.
  - 2023 - Na zo'n 60 jaar komt er een einde aan de gaswinning uit het Groningenveld. De productie uit de vijf laatste nog actieve locaties stopt en alleen in bijzondere situaties zal, volgens het kabinet, gedurende een periode van 1 jaar nog gas uit het veld gewonnen kunnen worden.[3]
- Bouwkunst en architectuur
  - 2014 - Opening van de Markthal in Rotterdam.
- Criminaliteit en veiligheid
  - 2005 - Bomaanslag in Jimbaran en Kuta
  - 2010 - In Nederland treedt het kraakverbod officieel in werking.
  - 2015 - Bij een schietpartij op de campus van de Universiteit van Oregon komen zeker tien mensen om het leven, onder wie de schutter.
  - 2016 - Het Nederlandse Openbaar Ministerie neemt de ontgroeningen bij de Groningse studentvereniging Vindicat onder de loep, nadat een aspirant-lid tijdens een ontgroening een hersenoedeem opliep na hard op zijn hoofd te zijn geslagen.
  - 2017 - In de Verenigde Staten vindt de Schietpartij in Las Vegas plaats. 58 mensen komen om het leven en 546 raken gewond nadat Stephen Paddock het vuur opent vanuit zijn hotelkamer in het Mandalay Bay-hotel. Het is de dodelijkste schietpartij in de moderne geschiedenis van de Verenigde Staten tot nu toe.
  - 2017 - Op het station Saint-Charles van Marseille steekt een man met een mes twee vrouwen dood. Daarna wordt hij zelf door militairen doodgeschoten. IS eist de aanslag op.[4]
  - 2019 - De Rijksrecherche doet huiszoeking in de kantoren van de Haagse wethouder Richard de Mos in verband met een onderzoek naar corruptie bij het verlenen van nachtvergunningen.
  - 2023 - In de Turkse hoofdstad Ankara raken twee politiemensen licht gewond bij een zelfmoordaanslag. De politie weet een tweede persoon uit te schakelen. De Koerdische beweging PKK eist de aanslag op.[5]
- Economie
  - 2015 - De Nederlandse reisorganisatie Arke bestaat niet meer. Het heet vanaf nu TUI.
  - 2021 - De adviesprijs van benzine bereikt in Nederland het hoogste niveau ooit, meer dan 2 euro.
- Gezondheid
  - 1968 - Het Ikazia Ziekenhuis in Rotterdam wordt geopend.
  - 2014 - De verspreiding van het ebolavirus dat al meer dan drieduizend levens heeft geëist in West-Afrika, lijkt in Nigeria onder controle, zo meldt het Amerikaanse centrum voor ziektebestrijding en -preventie (CDC).
- Kunst en cultuur
  - 2013 - De Duitse politie houdt een man aan die probeerde een kunstwerk te verkopen dat in 2012 gestolen zou zijn uit de Kunsthal Rotterdam.
- Media
  - 1868 - Het eerste nummer van het rooms-katholieke blad De Maasbode verschijnt.
  - 1884 - Oprichting van de Deense krant Politiken in Kopenhagen.
  - 1885 - Het eerste nummer van De Nieuwe Gids verschijnt.[1]
  - 1947 - In het dagblad Het Volk verschijnt voor het eerst het stripverhaal Nero.[1]
  - 1953 - Het jeugdtijdschrift Taptoe verschijnt voor het eerst.
  - 1964 - Nederland 2 gaat als tweede officiële Nederlandse televisiezender van start.[1]
  - 1982 - Sony presenteert de eerste cd-speler ter wereld.[1]
  - 1990 - De Vlaamse radiozenders Radio 1, Radio 2 en Studio Brussel van de openbare omroep zenden voor het eerst handelsreclame uit.
  - 1990 - Start van de eerste Nederlandse soapserie Goede tijden, slechte tijden.[6]
  - 2004 - VIJFtv, de vrouwenzender van Vlaanderen start met uitzenden.[6]
  - 2009 - Door het van kracht worden van een gewijzigde versie van de Telecommunicatiewet wordt het in Nederland verboden om ongevraagd elektronische berichten met commercieel, charitatief of ideëel doel (spam) te versturen. Het versturen van spam aan bedrijven, zonder voorafgaande toestemming (opt-in) van de ontvanger, wordt verboden.
  - 2009 - De website van de gratis krant DAG houdt op te bestaan.
- Oorlog
  - 331 v.Chr. - Slag bij Gaugamela. Alexander de Grote verslaat het Perzische leger van koning Darius III.
  - 2015 - Iran stuurt grondtroepen naar Syrië om de troepen van president Bashar al-Assad en de Libanese militante beweging Hezbollah te steunen bij een offensief.
  - 2016 - Bij luchtaanvallen op het oosten van de Syrische stad Aleppo wordt het grootste ziekenhuis van dit deel van de stad getroffen door minstens twee vatbommen, nadat het eerder ook al was geraakt.[7]
  - 2016 - Na hevige gevechten worden de Taliban uit het centrum van de Noord-Afghaanse stad Kunduz verdreven.[8]
- Politiek
  - 1800 - Spanje en Frankrijk tekenen in het geheim het verdrag van San Ildefonso, waarmee Spanje het koloniale territorium Louisiana teruggeeft aan de Fransen.
  - 1949 - Mao Zedong roept te Peking officieel de Volksrepubliek China uit.[1]
  - 1960 - Nigeria wordt onafhankelijk van het Verenigd Koninkrijk.[1]
  - 1970 - Mevrouw D. van der Heem-Wagemakers is de eerste vrouwelijke districtsbestuurder in het vakbondswezen.
  - 1978 - Tuvalu wordt onafhankelijk.
  - 1982 - Helmut Kohl wordt de nieuwe bondskanselier van West-Duitsland.[1]
  - 1990 - In het Sovjet-Russische parlement wordt de "Wet over gewetensvrijheid en religieuze organisaties" door een grote meerderheid goedgekeurd.
  - 1990 - Het uit Tutsi-vluchtelingen en hun kinderen bestaande Front Patriotique Rwandais (FPR) valt Rwanda binnen vanuit Oeganda, terwijl president Juvénal Habyarimana bij een VN-top in New York aanwezig is.
  - 1991 - De poging van Togolese militairen mislukt om de nieuwe burgerregering omver te werpen. Als president Étienne Eyadéma de soldaten over de radio oproept de wapens neer te leggen en terug te gaan naar hun kazernes, keert de rust terug in de hoofdstad Lomé.
  - 1994 - Palau wordt onafhankelijk.
  - 2001 - De Vlaamse zorgverzekering treedt in voege. Hierdoor kunnen zwaar zorgbehoevenden die thuis verzorgd worden en personen die in een rusthuis, een verzorgingstehuis of een psychiatrisch verzorgingstehuis verblijven een forfaitaire uitkering ontvangen indien voldaan is aan de voorwaarden.
  - 2012 - In Georgië verliest regeringspartij Verenigde Nationale Beweging van president Micheil Saakasjvili de parlementsverkiezingen. Deze worden gewonnen door de oppositiecoalitie Georgische Droom geleid door multimiljardair Bidzina Ivanisjvili. Het is de eerste democratische machtswisseling in het onafhankelijke Georgië.
  - 2013 - Het Amerikaans Congres heeft geen overeenstemming bereikt over de financiering van de Amerikaanse overheid. Hierdoor kan onder andere het arbeidsloon van alle niet-essentiële personen in dienst van de overheid niet langer betaald worden met een shutdown tot gevolg.
  - 2015 - De Spaanse president Mariano Rajoy kondigt parlementsverkiezingen aan. Die vinden plaats op 20 december 2015.
  - 2017 - In Catalonië wordt een illegaal referendum gehouden over wel of geen onafhankelijkheid. De Spaanse Guardia Civil probeert te verhinderen dat er gestemd wordt. Bij het geweld vallen honderden gewonden. Van de ruim 2,2 miljoen mensen die stemmen, kiest 90 procent voor de onafhankelijkheid van de Spaanse regio.
- Recreatie
  - 1971 - De opening van het Disney-park Magic Kingdom. Het eerste attractiepark van het Walt Disney World Resort.
  - 1982 - De opening van het tweede Disney-park genaamd Epcot binnen het Walt Disney World Resort.
  - 1992 - In het Magic Kingdom wordt de attractie Splash Mountain geopend.
  - 2006 - Het 0110-festival voor de verdraagzaamheid werd in vier Vlaamse steden georganiseerd.
  - 2018 - Mickey's PhilharMagic opent in het Disneyland Park (Parijs)
- Religie
  - 654 - Bavo van Gent overlijdt in Gent. Sindsdien is 1 oktober "bamis" (letterlijk bavomis)
- Sport
  - 1893 - Oprichting van de Zwolsche Athletische Club.
  - 1903 - Oprichting van de Duitse voetbalclub SV Babelsberg 03.
  - 1912 - Oprichting van de Paraguayaanse voetbalclub Cerro Porteño.
  - 1962 - In Leiden wordt de ALSRV Asopos opgericht door een aantal studenten die geen lid meer wilden zijn van het corps.
  - 1999 - Wales opent in de eigen hoofdstad Cardiff het vierde officiële wereldkampioenschap rugby met een 23-18 overwinning op Argentinië.
  - 2006 - Riemer van der Velde neemt afscheid van SC Heerenveen als voorzitter.
  - 2011 - De Zweedse ijshockeylegende Sven Tumba overlijdt in een ziekenhuis in Stockholm op 80-jarige leeftijd aan de gevolgen van prostaatkanker.
  - 2017 - Max Verstappen wint de Grand Prix Formule 1 van Maleisië 2017. Het is zijn tweede zege in een Formule 1 race.
  - 2017 - Judoka Kim Polling verovert in Almere haar derde Nederlandse titel. In de klasse tot 70 kilogram verslaat ze in de finale Natascha Ausma met waza-ari. Polling doet voor de eerste keer in zes jaar weer mee aan de NK.
  - 2023 - Mountainbikester Puck Pieterse stelt als eerste Nederlandse ooit de eindzege in het klassement van de wereldbeker mountainbike veilig.[9]
  - 2023 - Voor de dertiende keer winnen de golfers van Team Europa de Ryder Cup door Team USA in een reeks 'een tegen een' duels achter zich te houden.[10]
- Wetenschap en technologie
  - 1908 - De eerste T-Ford loopt van de band.[1]
  - 1924 - De eerste KLM vlucht naar Nederlands-Indië vertrekt van Schiphol voor de eerste intercontinentale commerciële vlucht naar Batavia.
  - 1958 - De Amerikaanse ruimtevaartorganisatie NASA wordt opgericht.[11]
  - 1970 - Het Rijksinstituut voor de Volksgezondheid in Bilthoven neemt proeven met een vaccin tegen rodehond.
  - 2003 - De Universiteit Antwerpen wordt opgericht, als fusie tussen de drie bestaande Antwerpse universiteiten (Ufsia, UIA en RUCA) en wordt zo de op twee na grootste universiteit van Vlaanderen.
  - 2005 - Een Russisch Sojoez-ruimtevaartuig vertrekt naar het International Space Station vanuit Kazachstan, met aan boord de derde ruimtevaarttoerist: de Amerikaanse zakenman Gregory Olsen.
  - 2022 - Lancering van een Firefly Alpha raket van Firefly Aerospace vanaf Vandenberg Space Force Base SLC-2 voor de To The Black missie waarbij een aantal CubeSats in de ruimte zal worden gebracht. Het gaat hier om de tweede testvlucht van de nieuwe raket.[12][13]

## Geboren

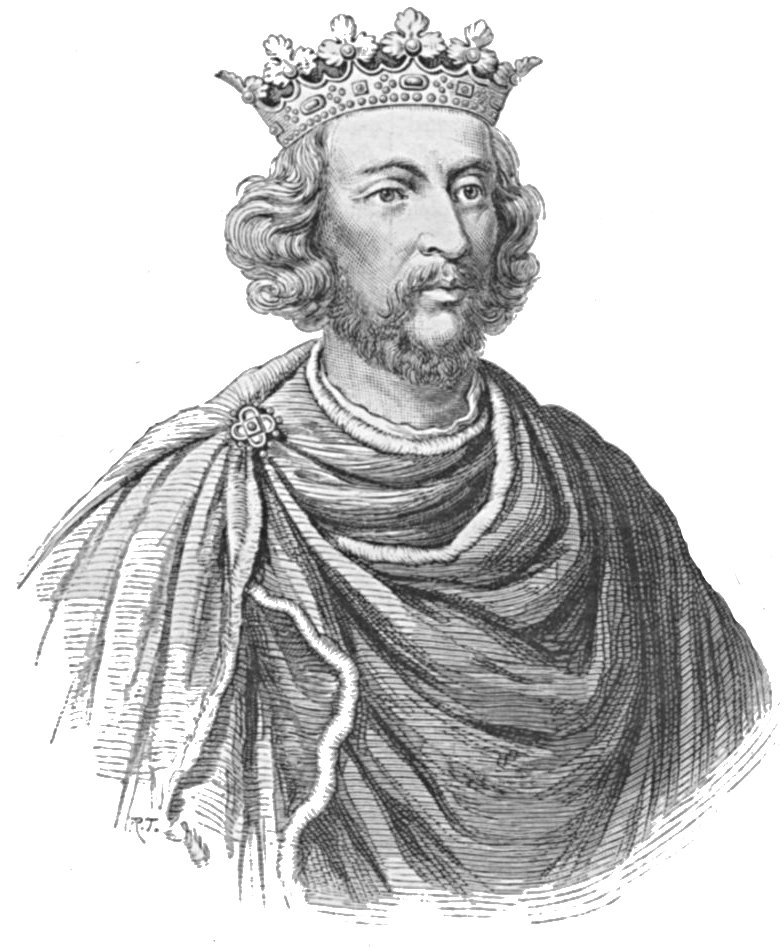
Hendrik III van Engeland,
geboren in 1207

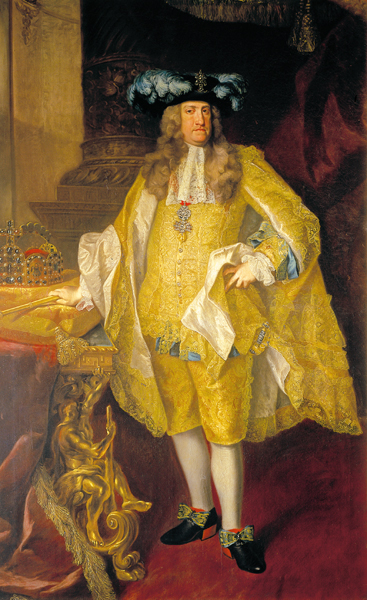
Karel VI,
geboren in 1685

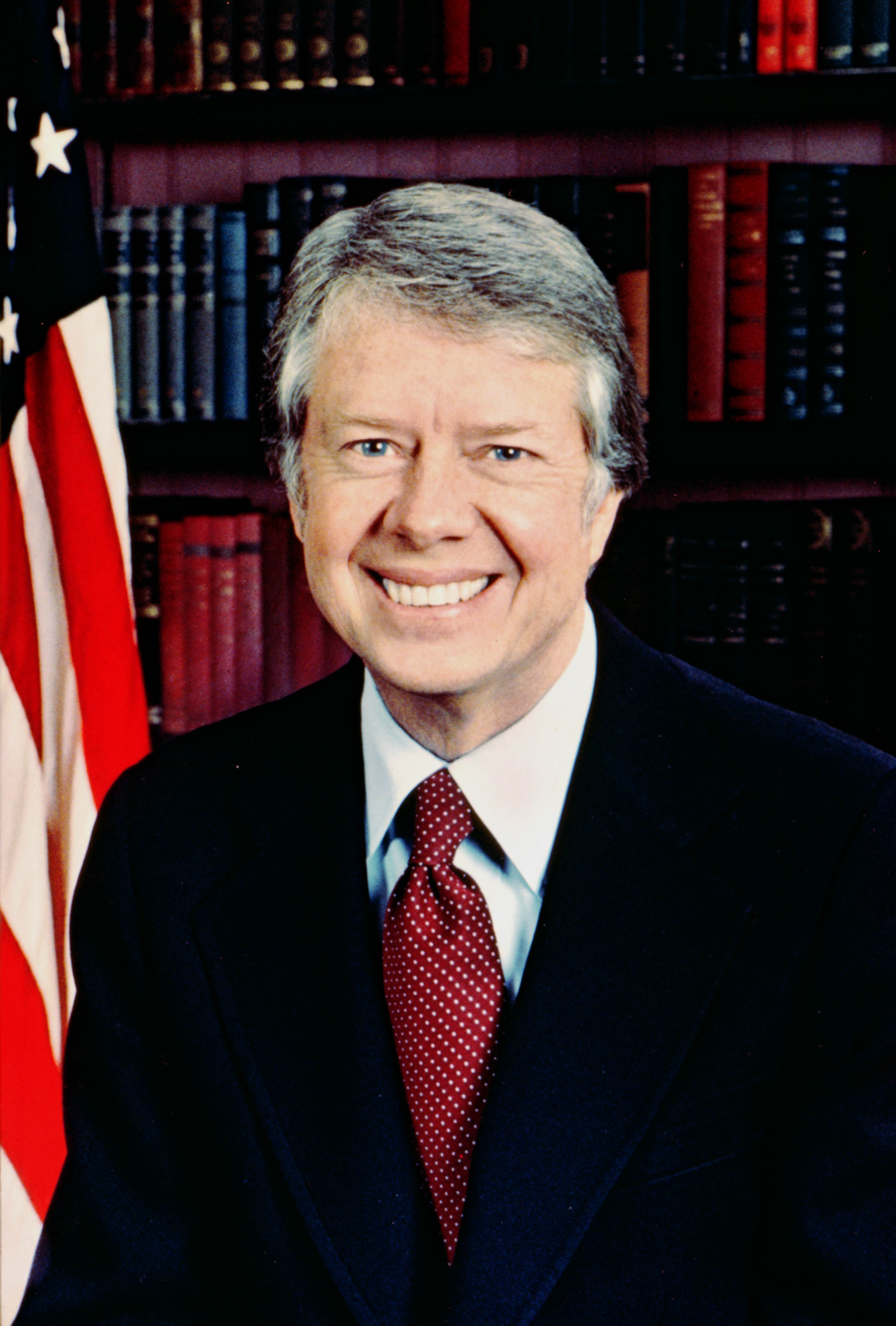
Jimmy Carter,
geboren in 1924

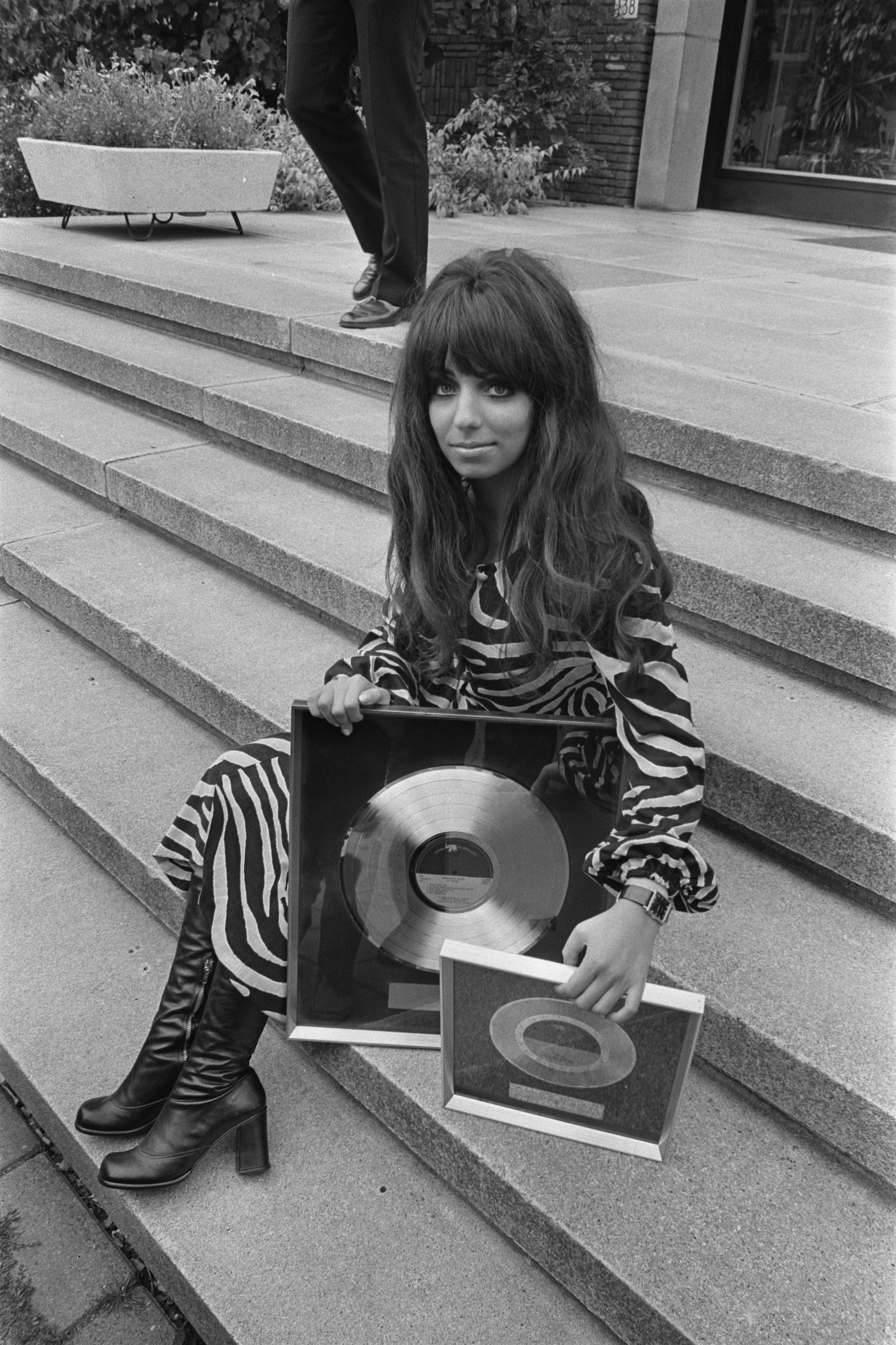
Mariska Veres (hier in 1971),
geboren in 1947

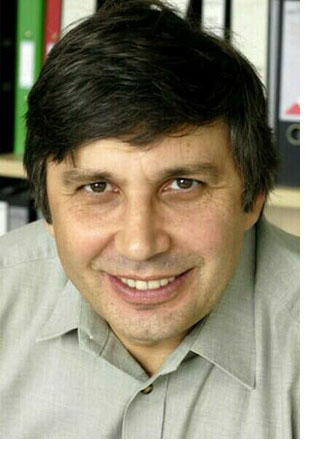
Andre Geim,
geboren in 1958

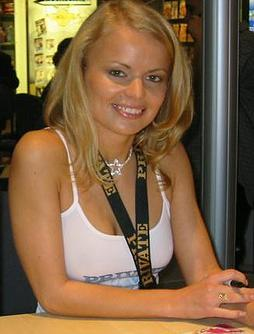
Dora Venter,
geboren in 1976

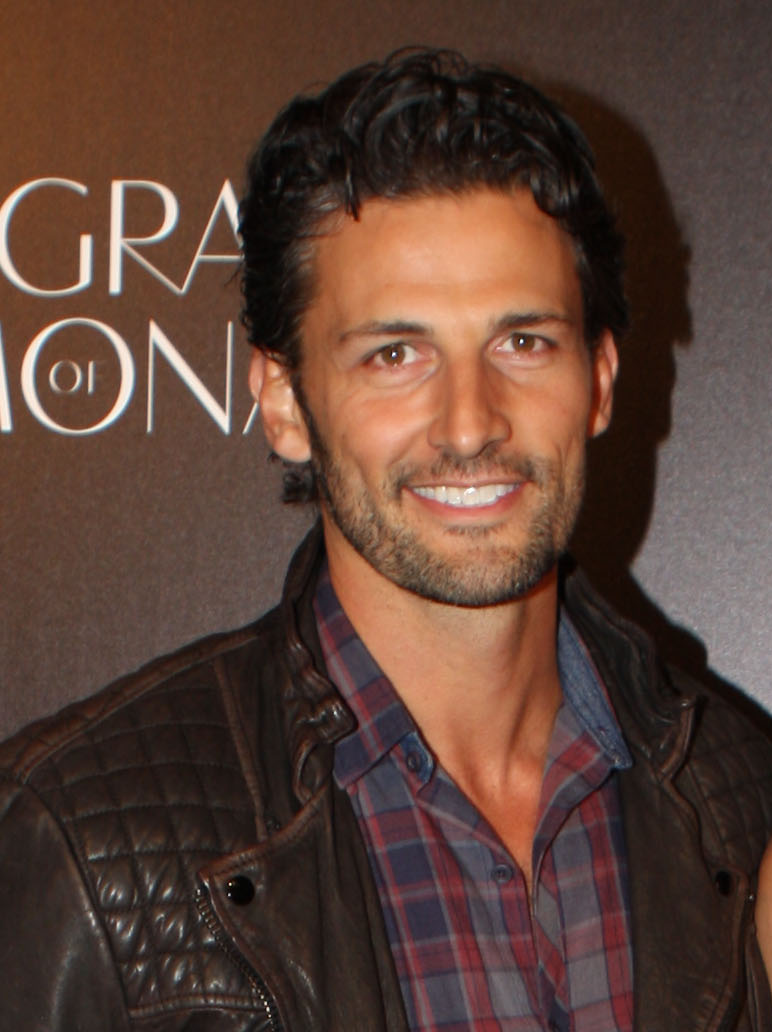
Tim Robards,
geboren in 1982

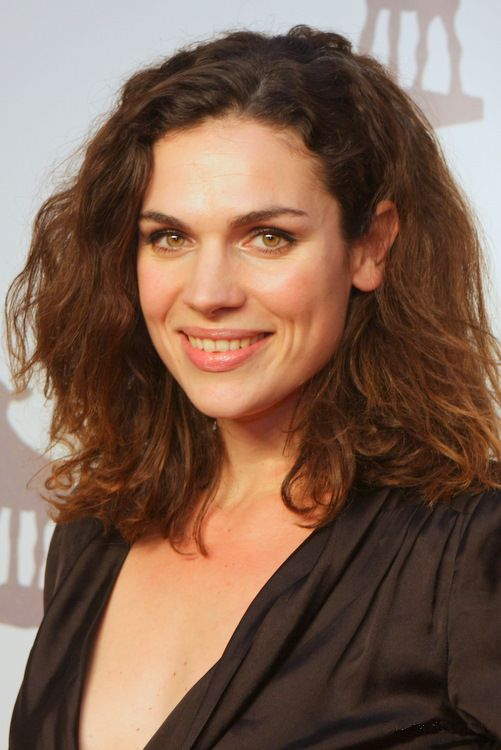
Anna Drijver,
geboren in 1983

- 1207 - Hendrik III, koning van Engeland (overleden 1272)
- 1554 - Leonardus Lessius, invloedrijkste jezuïeten uit de Zuidelijke Nederlanden (overleden 1623)
- 1611 - Matthijs Balen, Nederlands schrijver (overleden 1691)
- 1620 - Nicolaes Pietersz. Berchem, Nederlands schilder (overleden 1683)
- 1685 - Keizer Karel VI van het Heilige Roomse Rijk (overleden 1740)
- 1791 - Sergej Aksakov, Russisch schrijver (overleden 1859)
- 1806 - Jan Schenkman, Nederlands onderwijzer en auteur (overleden 1863)
- 1825 - Stephen Hendrik de la Sablonière, Nederlands politicus (overleden 1888)
- 1827 - Walter Deverell, Engels kunstschilder (overleden 1854)
- 1842 - Charles Cros, Frans dichter (overleden 1888)
- 1847 - Annie Besant, Brits feministe (overleden 1933)
- 1856 - Joan Nieuwenhuis, Nederlands krantenmaker, journalist en ambtenaar (overleden 1939)
- 1865 - Paul Dukas, Frans componist (overleden 1935)
- 1871 - Francesco Marchetti Selvaggiani, Italiaans curiekardinaal (overleden 1951)
- 1887 - Hector Hodler, Zwitsers esperantist (overleden 1920)
- 1887 - Pieter Nicolaas van Eyck, Nederlands dichter en criticus (overleden 1954)
- 1891 - Gerrit van Burink, Nederlands politicus (overleden 1961)
- 1892 - Cornelis Leendert Barentsen, Nederlands verzetsstrijder (overleden 1943)
- 1895 - Hans Krenning, Nederlands politiefunctionaris (overleden 1975)
- 1895 - Annie Verhulst, Nederlands toneelactrice (overleden 1986)
- 1896 - Joop Eijl, Nederlands verzetsstrijder (overleden 1941)
- 1899 - Joseph Guillemot, Frans atleet (overleden 1975)
- 1901 - Eudoxie Baboul, Frans supereeuwelinge (overleden 2016)
- 1903 - Leo De Kesel, Belgisch r.k. geestelijke; hulpbisschop van Gent (overleden 2001)
- 1903 - Vladimir Horowitz, Russisch pianist (overleden 1989)
- 1903 - Yoshiyuki Tsuruta, Japans zwemmer (overleden 1986)
- 1904 - Otto Frisch, Brits-Oostenrijks natuurkundige (overleden 1979)
- 1907 - Edmond de Goeyse, Belgisch schrijver (overleden 1998)
- 1907 - René Sleeswijk sr., Nederlands theaterproducent (overleden 1978)
- 1908 - Giuseppe Casoria, Italiaans curiekardinaal (overleden 2001)
- 1910 - Bonnie Parker, Amerikaans misdadigster (overleden 1934)
- 1912 - Johnny Meijer, Nederlands accordeonist (overleden 1992)
- 1913 - Hélio Gracie, Braziliaans vechtsporter (overleden 2009)
- 1917 - Hannie Singer-Dekker, Nederlands politica en rechtsgeleerde (overleden 2007)
- 1920 - Walter Matthau, Amerikaans filmacteur (overleden 2000)
- 1922 - Toon Hartman, Nederlands politicus (overleden 2011)
- 1922 - Chen Ning Yang, Chinees-Amerikaans natuurkundige en Nobelprijswinnaar
- 1923 - Trevor Ford, Welsh voetballer (overleden 2003)
- 1923 - Václav Ježek, Tsjechisch voetballer en trainer (overleden 1995)
- 1924 - Jimmy Carter, 39ste president van de Verenigde Staten (overleden 2024)
- 1924 - William Rehnquist, Amerikaans jurist en rechter (overleden 2005)
- 1925 - José Beyaert, Frans wielrenner (overleden 2005)
- 1925 - Bram Schneiders, Nederlands diplomaat en schrijver (overleden 2020)
- 1925 - Vincent Vitetta, Frans wielrenner (overleden 2021)
- 1926 - Max Morath, Amerikaans ragtimepianist, componist en auteur (overleden 2023)
- 1928 - Willy Mairesse, Belgisch autocoureur (overleden 1969)
- 1928 - George Peppard, Amerikaans acteur, regisseur en producent (overleden 1994)
- 1929 - Winnifred Bosboom, Nederlands actrice (overleden 2023)
- 1929 - Ernesto Grillo, Argentijns voetballer (overleden 1998)
- 1930 - Frank Gardner, Australisch autocoureur (overleden 2009)
- 1930 - Richard Harris, Iers filmacteur (overleden 2002)
- 1930 - Philippe Noiret, Frans acteur (overleden 2006)
- 1931 - Sylvano Bussotti, Italiaans componist (overleden 2021)
- 1931 - Hennie Hollink, Nederlands voetballer en voetbaltrainer (overleden 2018)
- 1932 - Albert Collins, Amerikaans bluesgitarist en -zanger (overleden 1993)
- 1935 - Julie Andrews, Brits actrice
- 1935 - Antoni Stankiewicz, Pools curiebisschop (overleden 2021)
- 1936 - Duncan Edwards, Engels voetballer (overleden 1958)
- 1936 - Walter Pichler, Oostenrijks architect en beeldhouwer (overleden 2012)
- 1937 - Hedy d'Ancona, Nederlands politicus
- 1937 - Peter Stein, Duits regisseur
- 1938 - Stella Stevens, Amerikaans actrice (overleden 2023)
- 1939 - Terry Agerkop, Surinaams taekwondoka en etnomusicoloog (overleden 2024)
- 1939 - Albert Kok, Nederlands psycholoog
- 1940 - Julio César Benítez, Uruguayaans voetballer (overleden 1968)
- 1942 - Jean-Pierre Jabouille, Frans autocoureur (overleden 2023)
- 1942 - Günter Wallraff, Duits schrijver en journalist
- 1943 - Jean-Jacques Annaud, Frans regisseur
- 1943 - Raymond Langendries, Belgisch politicus
- 1945 - Donny Hathaway, Amerikaans muzikant (overleden 1979)
- 1946 - Dave Holland, Brits jazzbassist en componist
- 1946 - Ewa Kłobukowska, Pools atlete
- 1946 - Winnie van Weerdenburg, Nederlands zwemster (overleden 1998)
- 1947 - Dalveer Bhandari, Indiaas rechter
- 1947 - Aaron Ciechanover, Israëlisch bioloog
- 1947 - Rob Davis, Brits glamrock-gitarist en songwriter
- 1947 - Willem Kind, Nederlands beeldhouwer (overleden 2024)
- 1947 - Oger Lusink, Nederlands modeondernemer
- 1947 - Mariska Veres, Nederlands zangeres (overleden 2006)
- 1948 - Peter Blake, Nieuw-Zeelands zeiler (overleden 2001)
- 1949 - Patrick Lagrou, Belgisch jeugdauteur
- 1949 - André Rieu, Nederlands violist
- 1949 - Gerónimo Saccardi, Argentijns voetballer (overleden 2002)
- 1950 - Božo Bakota, Kroatisch voetballer (overleden 2015)
- 1950 - Jeane Manson, Amerikaans zangeres
- 1950 - Randy Quaid, Amerikaans acteur
- 1950 - Ad van Sleuwen, Nederlands componist en organist
- 1951 - Heddy Honigmann, Peruaans-Nederlands cineaste (overleden 2022)
- 1951 - Will van Kralingen, Nederlands actrice (overleden 2012)
- 1952 - Anatoli Bajdatsjny, Sovjet-Russisch voetballer en trainer
- 1952 - Athol Earl, Nieuw-Zeelands roeier
- 1952 - Earl Slick, Amerikaans gitarist
- 1952 - Patsy Sörensen, Belgisch politicus
- 1953 - Grete Waitz-Anderson, Noors atlete (overleden 2011)
- 1953 - Klaus Wowereit, Duits politicus
- 1954 - Dré Steemans (Felice/Felice Damiano), Belgisch presentator (overleden 2009)
- 1954 - Vladimir Oeroetsjev, Bulgaars politicus
- 1955 - Boy Nijgh, Nederlands voetballer (overleden 2013)
- 1956 - Andrus Ansip, Estisch politicus
- 1956 - Theresa May, Brits politica
- 1957 - Yvette Freeman, Amerikaans actrice, filmproducente, filmregisseuse en scenarioschrijfster
- 1958 - Andre Geim, Russisch-Nederlands natuurkundige
- 1958 - Bert Klaver, Nederlands directeur en diskjockey
- 1959 - Youssou N'Dour, Senegalees zanger
- 1960 - Alex Valderrama, Colombiaans voetballer
- 1961 - Walter Mazzarri, Italiaans voetballer en voetbalcoach
- 1962 - Mohamed Guezzaz, Marokkaans voetbalscheidsrechter
- 1962 - Esai Morales, Amerikaans acteur
- 1962 - Marjolijn Touw, Nederlands zangeres en actrice
- 1963 - Jean-Denis Delétraz, Zwitsers autocoureur
- 1963 - Mark McGwire, Amerikaans honkballer
- 1963 - Catharina Palmér, Zweeds componiste en pianiste
- 1963 - Neil Stephens, Australisch wielrenner
- 1964 - Tom Nijssen, Nederlands tennisser
- 1965 - Andreas Keller, Duits hockeyer
- 1965 - Jean-Philippe Ruggia, Frans motorcoureur
- 1966 - George Weah, Liberiaans voetballer
- 1968 - Anuța Cătună, Roemeens atlete
- 1968 - Jay Underwood, Amerikaans acteur en pastor
- 1969 - Charles Edwards, Engels acteur
- 1970 - Moses Kiptanui, Keniaans atleet
- 1970 - Gaston Taument, Nederlands voetballer
- 1972 - Abdulrahman Abdou, Qatarees voetbalscheidsrechter
- 1972 - Tom Hooper, Brits televisie- en filmregisseur
- 1972 - Leila Hatami, Iraans actrice en filmregisseuse
- 1974 - Aleksandr Averboech, Russisch/Israëlisch atleet
- 1974 - Khalid Boudou, Marokkaans-Nederlands schrijver
- 1974 - Maria Teresa Pulido, Spaans atlete
- 1975 - Tsjoelpan Chamatova, Russisch actrice
- 1975 - Yader Zoli, Italiaans mountainbiker
- 1976 - Anneke De Keersmaeker, Belgisch actrice
- 1976 - Dan Karaty, Amerikaans televisiepersoonlijkheid, danser en choreograaf
- 1976 - Wasiu Taiwo, Nigeriaans voetballer
- 1976 - Dora Venter, Hongaars pornoactrice
- 1977 - Dwight Phillips, Amerikaans atleet
- 1977 - Touriya Haoud, Nederlands model en actrice
- 1978 - Caroline Calvé, Canadees snowboardster
- 1979 - Ljoedmila Koltsjanova, Russisch atlete
- 1979 - Gilberto Martínez, Costa Ricaans voetballer
- 1979 - Senhit, Italiaans zangeres
- 1980 - Beau Hoopman, Amerikaans roeier
- 1980 - Kim-Lian van der Meij, Nederlands televisiepresentatrice
- 1981 - Júlio Baptista, Braziliaans voetballer
- 1981 - Roxane Mesquida, Frans actrice
- 1981 - Charlie van den Ouweland, Nederlands voetballer
- 1982 - Haruna Babangida, Nigeriaans voetballer
- 1982 - Matt Griffin, Iers autocoureur
- 1982 - Sandra Oxenryd, Estisch zangeres
- 1982 - Tim Robards, Australisch acteur, en tv-persoonlijkheid
- 1982 - Sergio Sánchez, Spaans atleet
- 1982 - Sheena Tosta, Amerikaans atlete
- 1983 - Anna Drijver, Nederlands actrice, model, schrijfster en zangeres
- 1983 - Frank Karreman, Nederlands voetballer
- 1983 - Andy Peelman, Belgisch acteur
- 1983 - Eric Shanteau, Amerikaans zwemmer
- 1983 - Bas Verwijlen, Nederlands schermer
- 1983 - Mirko Vučinić, Montenegrijns voetballer
- 1985 - Scott Mansell, Brits autocoureur
- 1986 - Daniela Katzenberger, Duits zangeres, presentatrice en model
- 1986 - Kalyna Roberge, Canadees shorttrackster
- 1987 - Michaela Coel, Ghanees-Engels actrice, scenarioschrijfster, dichteres en toneelschrijfster
- 1987 - Wout Poels, Nederlands wielrenner
- 1989 - Guido Falaschi, Argentijns autocoureur (overleden 2011)
- 1989 - Ofentse Nato, Botswaans voetballer
- 1989 - Jakob Alexander Sundberg, Deens voetbalscheidsrechter
- 1990 - Anthony Lopes, Portugees–Frans voetballer
- 1991 - Vincent Kriechmayr, Oostenrijks alpineskiër
- 1992 - Taymir Burnet, Nederlands atleet
- 1992 - Christopher O'Shea, Engels acteur
- 1992 - Julie Zogg, Zwitsers snowboardster
- 1993 - Jade Olieberg, Nederlands actrice
- 1993 - Lea Rue (Emma Lauwers), Belgisch zangeres
- 1994 - Joosje Duk, Nederlands actrice, regisseuse en (scenario)schrijfster
- 1994 - Mahmoud Hassan, Egyptisch voetballer
- 1994 - Dejan Meleg, Servisch voetballer
- 1994 - Floris Bosma, Nederlands gitarist en acteur
- 1994 - Arthur Van Doren, Belgisch hockeyer
- 1995 - Jules Szymkowiak, Nederlands autocoureur
- 1996 - Saeid Ezatolahi, Iraans voetballer
- 1996 - Lena Ostermeier, Duits voetbalster
- 1997 - Elisa Senß, Duits voetbalster
- 1998 - Jehan Daruvala, Indiaas autocoureur
- 1998 - Hunter Hess, Amerikaans freestyleskiër
- 1998 - Danika Yarosh, Amerikaans actrice
- 1999 - Christopher Taylor, Jamaicaans atleet
- 2000 - Kalle Rovanperä, Fins rallyrijder
- 2001 - Luna Blaise, Amerikaans actrice
- 2001 - Mason Greenwood, Engels voetballer
- 2002 - Olivia Dunne, Amerikaans gymnast en internetberoemdheid
- 2002 - Hafrún Rakel Halldórsdóttir, IJslands voetbalster
- 2003 - Weslley Patati, Braziliaans-Portugees voetballer
- 2004 - Martina Fernández, Spaans voetbalster
- 2006 - Lia Block, Amerikaans rally- en autocoureur
- 2007 - Max Taylor, Amerikaans autocoureur

## Overleden

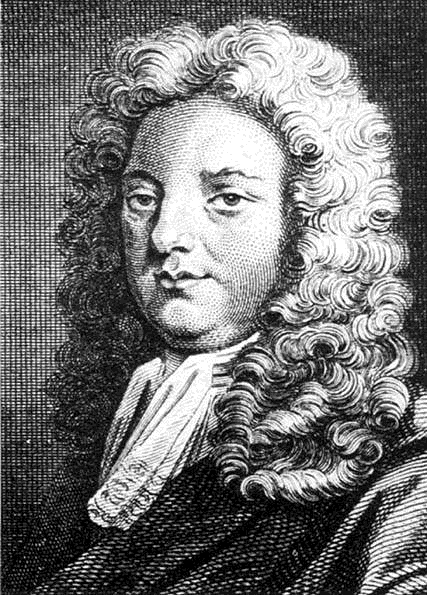
John Blow,
overleden 1708

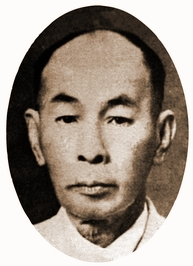
Manopakorn Nithithada
overleden in 1948

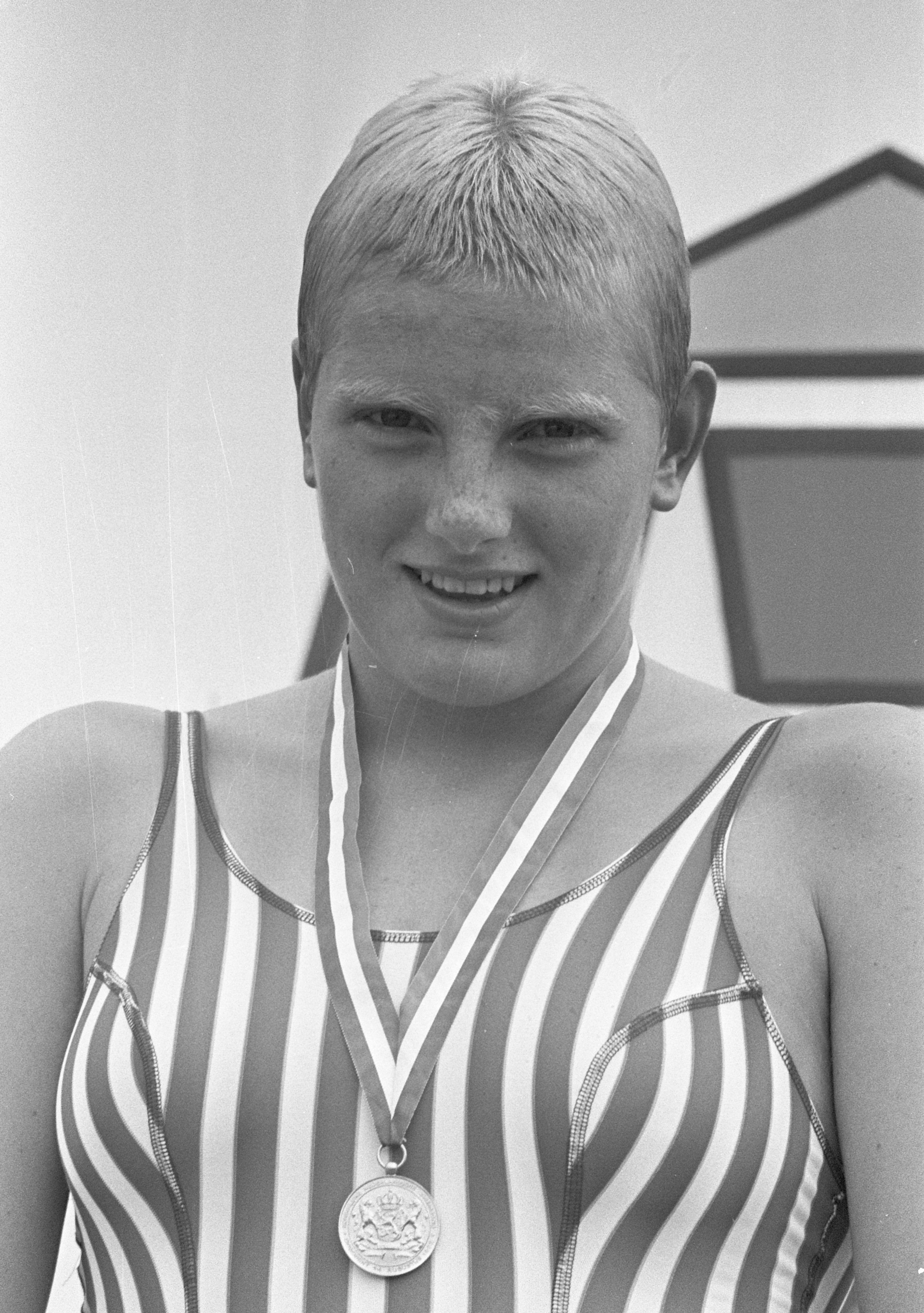
Hansje Bunschoten,
overleden in 2017

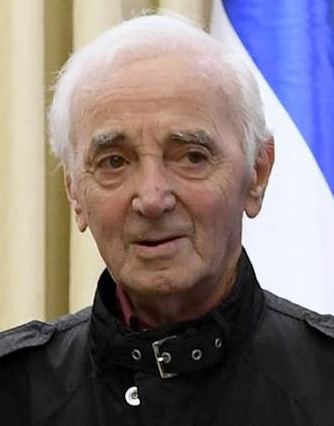
Charles Aznavour,
overleden in 2018

- na 1361 - Kraft van Nassau-Sonnenberg, graaf van Nassau-Sonnenberg
- 1404 - Paus Bonifatius IX (48)
- 1499 - Marsilio Ficino (66), Italiaans filosoof
- 1570 - Frans Floris I (50), Belgisch schilder
- 1656 - Lodewijk Frederik van Nassau-Idstein (22), Duits edelman
- 1684 - Pierre Corneille (78), Frans schrijver
- 1708 - John Blow (59), Engels componist en organist
- 1827 - Wilhelm Müller (32), Duits dichter
- 1847 - Josephus Augustus Knip (70), Nederlands kunstschilder
- 1868 - Rama IV (63), Thais koning
- 1873 - Edwin Landseer (71), Engels kunstschilder
- 1876 - James Lick (80), Amerikaans pianobouwer, vastgoedmagnaat, hovenier en filantroop
- 1897 - Ernst Witkamp (43), Nederlands kunstschilder
- 1910 - Joseph Wijnkoop (68), Nederlands (opper)rabbijn en hebraïcus
- 1918 - Jacob Nicolaas van Hall (78), Nederlands schrijver
- 1943 - Gideon Willem Boissevain (21), Nederlands verzetsstrijder
- 1943 - Jan Karel Boissevain (22), Nederlands verzetsstrijder
- 1943 - Hans Geul (27), Nederlands atleet en verzetsstrijder
- 1948 - J. Horace McFarland (89), Amerikaans uitgever
- 1948 - Manopakorn Nithithada (64), Thais politicus
- 1952 - John Langenus (60), Belgisch voetbalscheidsrechter
- 1956 - Stan Ockers (36), Belgisch wielrenner
- 1959 - Enrico De Nicola (81), eerste president van de Republiek Italië
- 1960 - Giuseppe Fietta (76), Italiaans curiekardinaal
- 1960 - Jim Packard (29), Amerikaans autocoureur
- 1968 - Romano Guardini (83), Italiaans theoloog en filosoof
- 1972 - Louis Leakey (69), Brits archeoloog en paleontoloog
- 1973 - Carlos Schneeberger (71), Chileens voetballer
- 1974 - Józef Adamek (74), Pools voetballer
- 1975 - Nelly van Doesburg (76), Nederlands pianiste, danseres en beeldend kunstenares
- 1979 - Preguinho (74), Braziliaans voetballer
- 1985 - Ninian Sanderson (60), Schots autocoureur
- 1985 - Emil Vogel (91), Duits generaal
- 1986 - Joe Giba (77), Amerikaans autocoureur
- 1986 - Daan Monjé (60), Nederlands politicus en activist
- 1989 - Manuel Clouthier (55), Mexicaans politicus en zakenman
- 1990 - John Bell (62), Brits wiskundige en natuurkundige
- 1990 - Leon Clum (67), Amerikaans autocoureur
- 1990 - Curtis LeMay (83), Amerikaans luchtmachtgeneraal, pionierend strateeg op de bommenwerper
- 1992 - Gert Bastian (69), Duits generaal en politicus
- 1992 - Petra Kelly (44), Duits politica
- 1993 - Vera Peters (82), Canadees oncologe
- 1994 - David Berg (75), Amerikaans sekteleider, oprichter Children of God
- 1995 - Emiel Jozef De Smedt (85), Belgisch bisschop
- 1996 - Alfred Vogel (93), Zwitsers arts
- 1997 - Corazon Agrava (82), Filipijns rechter
- 1997 - Francisco Aramburu (Chico) (75), Braziliaans voetballer
- 1999 - Wim Polak (75), Nederlands politicus
- 2001 - Alfons Borgers (82), Belgisch wiskundige
- 2004 - Richard Avedon (81), Amerikaans (mode)fotograaf
- 2004 - Bruce Palmer (58), Canadees bassist
- 2006 - Frank Beyer (74), (Oost-)Duits filmregisseur
- 2007 - Germaine Groenier (64), Nederlands programmamaakster
- 2007 - Al Oerter (71), Amerikaans atleet
- 2008 - Boris Jefimov (108), Russisch cartoonist
- 2009 - André-Philippe Futa (66), Congolees minister
- 2009 - Guido Jendritzko (84), Duits kunstenaar
- 2009 - Bhandit Rittakol (58), Thais filmregisseur, producer en scenarioschrijver
- 2009 - Charles Seliger (83), Amerikaans kunstschilder
- 2009 - Otar Tsjiladze (76), Georgisch schrijver
- 2009 - Cintio Vitier (88), Cubaans dichter
- 2011 - David Bedford (74), Brits componist
- 2011 - Chris Spijkerboer (76), Nederlands burgemeester
- 2011 - Sven Tumba (80), Zweeds ijshockeyer, voetballer en golfspeler
- 2012 - Dirk Bach (51), Duits acteur
- 2012 - Abdelkader Fréha (69), Algerijns voetballer
- 2012 - Eric Hobsbawm (95), Brits historicus en auteur
- 2012 - Shlomo Venezia (88), Italiaans schrijver en Sonderkommando-overlevende
- 2013 - Tom Clancy (66), Amerikaans thrillerschrijver
- 2013 - Giuliano Gemma (75), Italiaans acteur
- 2014 - Lynsey de Paul (66), Brits singer-songwriter
- 2014 - Jan Zindel (86), Nederlands radioverslaggever
- 2015 - Božo Bakota (65), Joegoslavisch voetballer
- 2015 - Don Edwards (100), Amerikaans politicus
- 2015 - Hadi Norouzi (30), Iraans voetballer
- 2015 - Frans Pointl (82), Nederlands schrijver
- 2015 - Joe Wark (67), Schots voetballer
- 2016 - Dietrich Lohff (75), Duits componist
- 2016 - Lowell Thomas jr. (92), Amerikaans filmregisseur, -producer en politicus
- 2017 - Hansje Bunschoten (59), Nederlands zwemster, sportverslaggeefster en presentatrice
- 2017 - Arthur Janov (93), Amerikaans psycholoog
- 2018 - Charles Aznavour (94), Frans zanger
- 2019 - Karel Gott (80), Tsjechisch schlagerzanger
- 2019 - Miguel León-Portilla (93), Mexicaans antropoloog en historicus
- 2021 - Fred Hill (81), Engels voetballer
- 2021 - Bob Mendes (93), Belgisch schrijver
- 2021 - Robin Morton (81), Brits folkmuzikant
- 2021 - Earle Wells (87), Nieuw-Zeelands zeiler
- 2022 - John Boxtel (92), Nederlands-Canadees beeldhouwer
- 2022 - Antonio Inoki (79), Japans professioneel worstelaar
- 2023 - Patricia Janečková (25), Slowaaks operazangeres
- 2024 - Dina Kathelyn (90), Belgisch illustratrice, kunstschilder, inkleurder van strips en (kinderboeken)schrijfster
- 2024 - Peter-Jörg Splettstößer (86), Duits schilder

## Viering/herdenking
- Tuvalu - Nationale feestdag

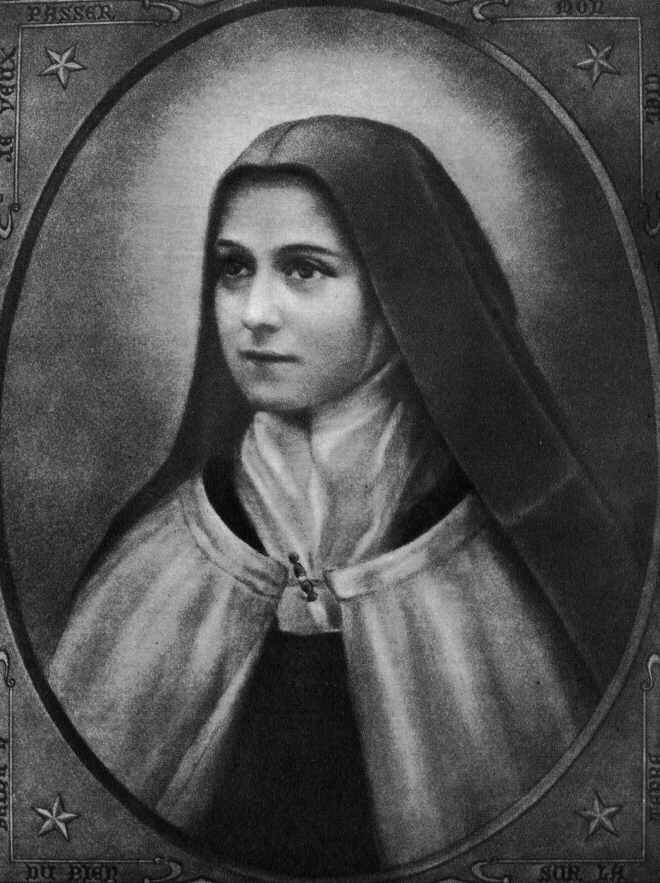
Theresia van Lisieux

- Volksrepubliek China - Nationale feestdag
- Cyprus - Nationale feestdag
- Nigeria - Nationale feestdag
- Palau - Onafhankelijkheidsdag
- Internationale dag van de ouderen
- Internationale dag van de muziek
- Internationale dag van het vegetarisme
- Bamis
- Jaarlijks begin van het tweede regeringssemester van de Capitani Regenti van San Marino (dit semester duurt tot 1 april van het volgende jaar)
- Rooms-Katholieke kalender:
  - Heilige Bavo (van Gent) († 654) - Gedachtenis (in bisdom Gent en bisdom Haarlem-Amsterdam)
  - Heilige Theresia van het Kind Jezus (Theresia van Lisieux) († 1897), patrones v.d. missies - Gedachtenis
  - Heilige Piatus van Doornik († 286)
  - Heilige Romanus Melod(ic)us (van Constantinopel) († c. 556)
  - Heilige Martelaren van Lisabon: Verissimus, Maxima en Julia († c. 303)
  - Heilige Urcisinus van Maastricht († ca. 413)
  - Heilige Germana (van Bar-sur-Aube) († ca. 451)
  - Heilige Romanus Melodus († ca. 550)

## Weerextremen

### Nederland
| | Officiële records | Officiële records | Officiële records |      | Landelijke records | Landelijke records | Landelijke records      |
| Gebeurtenis | Jaar              | Extreem           | Locatie           | Jaar | Extreem            | Locatie            |                         |
| --- | ----------------- | ----------------- | ----------------- | ---- | ------------------ | ------------------ | ----------------------- |
| Laagste etmaalgemiddelde temperatuur (°C) | 1974              | 6,5               | De Bilt           |      | 1918               | 5,8                | Eelde                   |
| Hoogste etmaalgemiddelde temperatuur (°C) | 2023              | 17,6              | De Bilt           |      | 2011               | 19,6               | Vlissingen              |
| Laagste minimumtemperatuur (°C) | 1988              | 1,2               | De Bilt           |      | 1995               | −0,3               | Twenthe                 |
| Hoogste minimumtemperatuur (°C) | 2001              | 15,6              | De Bilt           |      | 2011 2023          | 16,5               | Vlissingen Wijk aan Zee |
| Laagste maximumtemperatuur (°C) | 1978              | 11,0              | De Bilt           |      | 1918               | 8,8                | Eelde                   |
| Hoogste maximumtemperatuur (°C) | 2011              | 26,0              | De Bilt           |      | 2011               | 27,0               | Twenthe                 |
| Hoogste uurgemiddelde windsnelheid (m/s) | 1911              | 18,5              | De Bilt           |      | 1991               | 21,6               | Huibertgat              |
| Hoogste windstoot (m/s) | 1977              | 20,1              | De Bilt           |      | 1991               | 30,4               | Huibertgat              |
| Langste zonneschijnduur (uur) | 1940, 2013, 2015  | 10,5              | De Bilt           |      | 2013               | 10,9               | Twenthe                 |
| Langste neerslagduur (uur) | 1997              | 7,9               | De Bilt           |      | 1984               | 20,1               | Maastricht              |
| Hoogste etmaalsom van de neerslag (mm) | 1977              | 21,0              | De Bilt           |      | 2019               | 43,8               | Twenthe                 |
| Laagste etmaalgemiddelde relatieve vochtigheid (%) | 1959              | 56                | De Bilt           |      | 1959               | 49                 | Maastricht              |
| Laagste uurwaarde luchtdruk op zeeniveau (hPa) | 1912              | 981,9             | De Bilt           |      | 1912               | 980,6              | De Kooy                 |
| Hoogste uurwaarde luchtdruk op zeeniveau (hPa) | 1945              | 1036,0            | De Bilt           |      | 1945               | 1036,6             | De Kooy                 |
| Officiële records worden altijd gemeten op het KNMI-weerstation in De Bilt. Landelijke records kunnen worden gemeten op elk officieel KNMI-weerstation in Nederland. |                   |                   |                   |      |                    |                    |                         |

Uitzonderlijke gebeurtenissen
- 1907 - Laatste officiële warme dag van het jaar (maximumtemperatuur ≥ 20 °C in De Bilt)
- 1923 - Laatste officiële warme dag van het jaar (maximumtemperatuur ≥ 20 °C in De Bilt)
- 1940 - Officieel maandrecord langste zonneschijnduur in uren van oktober gemeten in De Bilt: 10,5. Samen met 1 oktober 2013, 1 oktober 2015 en 2 oktober 2015
- 2002 - Laatste officiële warme dag van het jaar (maximumtemperatuur ≥ 20 °C in De Bilt)
- 2013 - Officieel maandrecord langste zonneschijnduur in uren van oktober gemeten in De Bilt: 10,5. Samen met 1 oktober 1940, 1 oktober 2015 en 2 oktober 2015
- 2013 - Landelijk maandrecord langste zonneschijnduur in uren van oktober gemeten in Twenthe: 10,9. Samen met 2 oktober 1940
- 2015 - Officieel maandrecord langste zonneschijnduur in uren van oktober gemeten in De Bilt: 10,5. Samen met 1 oktober 1940, 1 oktober 2013 en 2 oktober 2015
- 2023 - Officieel hoogste maximumtemperatuur in °C van oktober dit jaar gemeten in De Bilt: 23,6. Samen met 2 oktober
- 2023 - Officieel langste zonneschijnduur in uren van oktober dit jaar gemeten in De Bilt: 9,8
- 2023 - Landelijk langste zonneschijnduur in uren van oktober dit jaar gemeten in Maastricht en Westdorpe: 10,5

### België
Dagrecords
- 1888 - Laagste etmaalgemiddelde temperatuur 7,5 °C
- 1985 - Hoogste etmaalgemiddelde temperatuur 20,1 °C
- 1940 - Laagste minimumtemperatuur 1,9 °C
- 2011 - Hoogste maximumtemperatuur 26,8 °C[16]
- 1912 - Hoogste etmaalsom van de neerslag 22,1 mm

Uitzonderlijke gebeurtenissen
- 1959 - Maximumtemperatuur tot 26,9 °C in Koksijde.
- 1985 - Maximumtemperatuur stijgt tot 26,6 °C in Ukkel.
- 2006 - Bij onweersbuien ontwikkelen er zich twee tornado's die voor zware schade zorgen. De eerste trekt van Duffel naar Koningshooikt (Lier) met zware hagelbuien en overvloedige neerslag. De tweede is actief in Petit-Roeulx-lez-Braine ('s-Gravenbrakel).

<< · 1 · 2 · 3 · 4 · 5 · 6 · 7 · 8 · 9 · 10 · 11 · 12 · 13 · 14 · 15 · 16 · 17 · 18 · 19 · 20 · 21 · 22 · 23 · 24 · 25 · 26 · 27 · 28 · 29 · 30 · 31 · >>